# Lorgnet

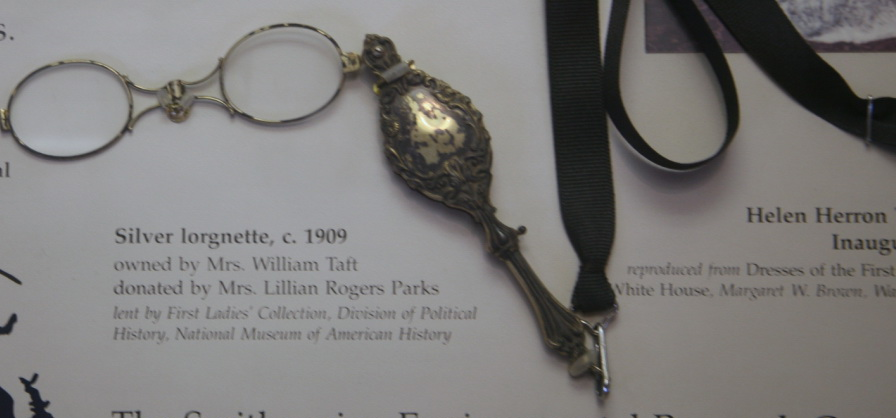
Lorgnet uit 1909

Een lorgnet is een soort bril met aan een zijde een stokje of handvat, meestal door (welgestelde) dames gebruikt.
De lorgnet werd omstreeks 1780 door de Engelsman George Adams ontworpen. Hiervoor gebruikte men de schaarbril, maar deze was moeilijk te gebruiken tijdens een gesprek, doordat de steel of handvat voor de mond zat. Handiger zou het zijn als de steel zich aan de zijkant bevond.
De eerste lorgnet bestond uit twee grote ronde glazen met aan een kant een vaste lange steel. Bij sommige typen was het mogelijk de glazen in de steel te schuiven, zodat ze beschermd werden tegen krassen. Rond 1818 ontwierp de Fransman M. Lepage een scharnierlorgnet waarbij de glazen dubbelgeklapt in de steel verdwenen. De lorgnet werd hierdoor kleiner en sierlijker.
In de periode van de Empirestijl (1804-1830) was de scharnierlorgnet erg populair. Niet veel later kwam de springlorgnet. Met een druk op een knopje dat in de koker of steel was verwerkt, sprong het ene glas achter het andere vandaan. Omdat de springlorgnet en scharnierlorgnet zo populair waren en rijk versierd werden kregen ze de status van sieraad. Omstreeks 1850 werd de lorgnet steeds langer. Het springmechanisme of scharnier verdween weer en de glazen werden in de steel opgeborgen.
De lorgnet was ook zeer populair tijdens de belle époque (1900-1910) en er zijn ook heel bijzondere modellen in de art-nouveau- en art-deco-stijl ontworpen. Na deze periode werden de gewone brillen meer gangbaar en verdween de lorgnet uit beeld. 
De Engelse koningin Mary van Teck was een van de laatsten die nog een lorgnet gebruikte.